# José López Portillo, Tecpatán
José López Portillo är en ort i Mexiko.   Den ligger i kommunen Tecpatán och delstaten Chiapas, i den sydöstra delen av landet, 600 km öster om huvudstaden Mexico City. José López Portillo ligger 488 meter över havet och antalet invånare är 221.
Terrängen runt José López Portillo är huvudsakligen kuperad, men österut är den platt. José López Portillo ligger uppe på en höjd. Runt José López Portillo är det ganska glesbefolkat, med 40 invånare per kvadratkilometer. Närmaste större samhälle är Felipe Ángeles, 12,9 km norr om José López Portillo. 